# Joaquín Moya Rodríguez
Joaquín Moya Rodríguez (Alcalá de Henares, 21 de enero de 1932 – Alcalá de Henares, 27 de mayo de 2011 ) fue un esgrimista español. Compitió en la modalidad de sable individual y en equipos en los Juegos Olímpicos de Roma 1960.